# Richard Frommel
Richard Julius Ernst Frommel (16 luglio 1854 – Augusta, 6 aprile 1912) è stato un ginecologo tedesco.

## Biografia
Nel 1877 riceve il dottorato di medicina dall'Università di Würzburg e dieci anni dopo lavorò a Vienna, Berlino e Monaco. A Berlino fu assistente del ginecologo Karl Ludwig Ernst Schroeder (1838-1887). Dal 1887 al 1901 fu il direttore del dipartimento di ostetricia e ginecologia presso l'Università di Erlangen. Nonostante una carriera di successo in ginecologia, Frommel improvvisamente si ritirò dalla medicina nel 1901 all'età di 46 anni.
Frommel è conosciuto per il suo lavoro pionieristico nel trattamento della gravidanza ectopica. Una tecnica chirurgica nota come "Operazione Frommel", che viene utilizzata come trattamento per la retroversione dell'utero.
Con Johann Baptist Chiari (1817-1854), viene chiamata l'omonima "Chiarita-Sindrome di Frommel". Questa condizione è un raro disturbo endocrino che colpisce le donne che hanno recentemente partorito.